# Bharatiya Janata Party
Il Bharatiya Janata Party (in hindī भारतीय जनता पार्टी, traducibile come "Partito del Popolo Indiano", BJP) è un partito politico dell'India.

## Storia
Da non confondere con la più piccola formazione del Janata Party del miliardario Vijay Mallya, il BJP è il primo partito al mondo per numero di iscritti, con un totale di 180 milioni di tesserati. Fondato nel 1980, è il maggior partito conservatore del Paese, fautore di una politica nazionalista religiosa e di difesa dell'identità induista. Ha governato il Paese, in una coalizione che comprendeva anche altri partiti, tra il 1998 e il 2004, con Atal Bihari Vajpayee come primo ministro.
Mentre era al governo Sonia Gandhi, è stato il maggior partito di opposizione al Congresso Nazionale Indiano fino alle Elezioni parlamentari in India del 2014. Dal 26 maggio 2014 il suo leader Narendra Modi è divenuto primo ministro dell'India. Nel maggio 2021 il BJP perde le elezioni locali in diversi stati indiani, in quella che viene considerata una punizione degli elettori per la gestione della pandemia da parte di Modi.